# Christine Schorn

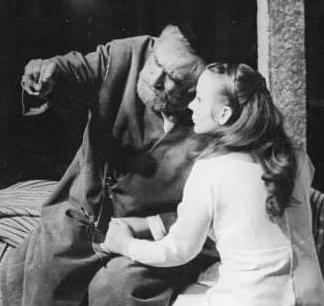
Christine Schorn (rechts sitzend) als Recha und Wolfgang Heinz als Nathan in einer Nathan-Inszenierung des Deutschen Theaters Berlin (1971)

Christine Schorn (* 1. Februar 1944 in Prag) ist eine deutsche Schauspielerin. Sie wurde durch ihr langjähriges Engagement am Deutschen Theater Berlin und durch ihre Mitwirkung in über 150 Film- und Fernsehproduktionen in der DDR und im wiedervereinigten Deutschland bekannt.

## Leben

### Herkunft und Ausbildung
Christine Schorn ist das dritte Kind des Schauspielerehepaares Peter Schorn und Alice Marianne Emilie Schorn, geborene Scheimer (Bühnenname: Elisabeth von Wielander). Nach der Flucht aus Prag über Salzburg wuchs Schorn zunächst in Kiel und ab Anfang der 1950er Jahre in Berlin auf.  Mit 16 Jahren entschloss sie sich, den Beruf der Eltern zu ergreifen und bewarb sich an der Schauspielschule. Da sie zunächst als zu jung abgelehnt wurde, arbeitete sie als Wäscherin und Verkäuferin und studierte dann von 1961 bis 1964 an der Staatlichen Schauspielschule Berlin-Niederschöneweide.

### Theater
Im Alter von 19 Jahren kam Schorn an das Deutsche Theater Berlin. Sie debütierte im Herbst 1965 an der Seite von Dieter Mann, der ebenfalls sein Debüt gab, als Sima mit dem Jugendstück Unterwegs des sowjetischen Autors Wiktor Rosow, das von Hans-Diether Meves und Friedo Solter inszeniert wurde, zu sehen. In der Folgezeit spielte sie unter anderem die Recha in Nathan der Weise, Alkmene in Hacks’ Amphitryon, Lady Milford in Kabale und Liebe, Jelena in Onkel Wanja und die Titelrolle in García Lorcas Doña Rosita bleibt ledig oder Die Sprache der Blumen und die Herzogin von Friedland in Schillers Wallenstein. Von 1973 bis 1980 pausierte sie am Theater aus familiären Gründen. 1986 gab sie neben Ulrike Krumbiegel und Ulrich Mühe in Friedo Solters Inszenierung von Goethes Egmont die „deftig-treuherzige“ Mutter Klärchens.

### Film und Fernsehen
Schorn debütierte 1965 als Essie in Helmut Schiemanns Fernsehfilm Der Teufelsschüler vor der Kamera. Für ihre Darstellung der Ingenieurin Bolzin in dem Fernsehzweiteiler Zeit ist Glück erhielt sie 1968 den Nationalpreis der DDR I. Klasse für Kunst und Literatur.
Ihr Kinodebüt gab sie 1972 an der Seite von Jaecki Schwarz als junge Frau in Egon Günthers DEFA-Liebesfilm Der Dritte nach der Erzählung Unter den Bäumen regnet es immer zweimal des Autors Eberhard Panitz. In Lothar Warnekes Addio, piccola mia, einer filmischen Biografie über das Leben und Werk des Schriftstellers Georg Büchner, übernahm sie als Caroline Schulz die Rolle der Ehefrau des hessischen Offiziers und deutschen radikaldemokratischen Publizisten Friedrich Wilhelm Schulz. Mit Nachtspiele, dem Langfilmdebüt von Werner Bergmann, folgte 1979 für Schorn ihre erste Kino-Hauptrolle an der Seite von Horst Drinda. 1982 erfolgte ihre zweite Zusammenarbeit mit Regisseur Warneke für dessen Filmproduktion Die Beunruhigung, in der sie die geschiedene Berliner Psychologin Inge Herold, die eines Tages einen Knoten in der Brust ertastet, verkörperte. Schorn und ihr Kollege Hermann Beyer wurden für die beste darstellerische Leistung in Kino und Fernsehen 1982 mit dem Preis der Filmkritik der DDR für das Jahr 1982 ausgezeichnet. Im Jahr 1986 erhielt sie als Teil des Schauspielerkollektivs des Fernsehfilms Ernst Thälmann den Nationalpreis II. Klasse.
Nach der Wende konnte sie an ihre Karriere in der DDR nahtlos anknüpfen und war anfangs vor allem in Fernsehserien wie Polizeiruf 110 zu sehen. Bodo Fürneisen besetzte sie 1992 als ehemalige Sängerin Corinna an der Seite von Jutta Wachowiak, Walfriede Schmitt und Ursula Werner in dem Filmdrama Scheusal, das das Drama von vier Schwestern zeigt, die in den 1950er Jahren als Schlagersängerinnen zusammen auftraten.
Dem gesamtdeutschen Publikum wurde sie spätestens mit der satirischen Fernsehserie Wir sind auch nur ein Volk (1994), die die Probleme der wiedervereinigten Deutschen auf die Schippe nahm, in der weiblichen Hauptrolle der couragierten Trude Grimm neben Manfred Krug bekannt. Danach hatte sie mit ihrer prägnanten Rolle als Nachbarin Frau Schäfer Anteil am Erfolg des preisgekrönten Filmwerkes Good Bye, Lenin! (2003) und wurde für ihre Nebenrolle als alkoholkranke Mutter von drei erwachsenen Töchtern in Franziska Meletzkys Frei nach Plan (2008) mit dem Deutschen Filmpreis 2008 ausgezeichnet. Erneut als beste Nebendarstellerin mit dem Deutschen Filmpreis geehrt wurde Schorn 2013 für ihre Leistung als krebskranke Mutter von Wotan Wilke Möhring in André Erkaus Tragikomödie Das Leben ist nichts für Feiglinge. In Jan Georg Schüttes improvisiertem Ensemblefilm Altersglühen – Speed Dating für Senioren (2014) spielte sie die Putzfrau Edith Wielande.
Im Mai 2016 erhielt Schorn für ihr Lebenswerk den „Goldenen Ochsen – Ehrenpreis des Filmkunstfests Mecklenburg-Vorpommern“, die Laudatio hielt Dietmar Hochmuth. 2018 spielte sie in Florian Froschmayers Roadmovie Urlaub mit Mama an der Seite von Anja Kling die Rolle der Helga Zimmermann, die anlässlich ihres 75. Geburtstages von ihrer Tochter für einen Tagestrip nach Verona eingeladen wird. In der ZDF-Verfilmung von Juli Zehs Gesellschaftsroman Unterleuten – Das zerrissene Dorf, die im März 2020 erstausgestrahlt wurde, übernahm sie die Rolle der Elena, der Frau des ehemaligen Großgrundbesitzers Rudolf Gombrowski (Thomas Thieme). Im Januar 2021 war sie in Stubbe – Von Fall zu Fall: Tödliche Hilfe, einem Special der ZDF-Krimireihe Stubbe – Von Fall zu Fall mit Wolfgang Stumph in der Titelrolle, als russischstämmige Erzieherin Olga Müller, die einst Stubbes Tochter Christiane betreute und nun in kriminelle Machenschaften des Pflegedienstes verwickelt ist, zu sehen. Im Februar 2022 spielte sie in Ute Wielands ARD-Spielfilm Eisland als Charlotte Horn eine betagte Rentnerin und einstige Kundin des Eisland-Lieferanten bzw. nun Frührentners Marko Wendrichs (Axel Prahl), die der Tiefkühlmann nach seinem Bandscheibenvorfall ebenfalls gerne weiter besucht.
Auch in zahlreichen Kinder- und Jugendproduktionen wirkte Schorn mit, wie in den Märchenfilmen Die Gänsehirtin am Brunnen (1979), wo sie die Doppelrolle der Alten Frau und der Fee Almuthe innehatte, und Rapunzel oder Der Zauber der Tränen (1988), in welchem sie die böse Zauberin spielte, des Deutschen Fernsehfunks von Regisseurin Ursula Schmenger. Für die ARD-Produktion Der Teufel mit den drei goldenen Haaren aus der Filmreihe Sechs auf einen Streich übernahm sie 2013 als Großmutter des Teufels Luzifer erneut eine Rolle in einem Märchenfilm.

### Privates
Christine Schorn war in erster Ehe mit ihrem Schauspielkollegen Klaus Manchen (1936–2024), den sie während des gemeinsamen Schauspielstudiums kennengelernt hatte, verheiratet. In den 1970er Jahren war sie mit dem Schauspieler und späteren Hochschullehrer Christoph Felsenstein (* 1946) zusammen. Aus dieser Verbindung entstammt eine gemeinsame Tochter (* 1975). Seit Anfang der 1980er Jahre war sie bis zu dessen Tod im Januar 2015 mit dem Produzenten Manfred Renger (1933–2015) verheiratet. Sie lebt in Berlin.

## Theater
- 1965: Wiktor Rosow: Unterwegs (Sima), Regie: Hans-Diether Meves und Friedo Solter (Deutsches Theater Berlin)
- 1966: Gotthold Ephraim Lessing: Nathan der Weise (Recha, Nathans angenommene Tochter), Regie: Friedo Solter (Deutsches Theater Berlin)
- 1970–1974: Federico García Lorca: Doña Rosita bleibt ledig oder Die Sprache der Blumen, Regie: Siegfried Höchst / Horst Sagert (Deutsches Theater Berlin)
- 1972: Friedrich Schiller: Kabale und Liebe (Lady Milford), Regie: Klaus Erforth / Alexander Stillmark (Deutsches Theater Berlin)
- 1979: Friedrich Schiller: Wallenstein (Marketenderin / Herzogin von Friedland), Regie: Friedo Solter (Deutsches Theater Berlin)
- 1986: Johann Wolfgang von Goethe: Egmont (Klärchen), Regie: Friedo Solter (Deutsches Theater Berlin)
- 1987: Gotthold Ephraim Lessing: Nathan der Weise (Daja, Gesellschafterin der Recha), Regie: Friedo Solter (Deutsches Theater Berlin)
- 1988: Michail Schatrow: Diktatur des Gewissens (Sotowa), Regie: Friedo Solter (Deutsches Theater Berlin)
- 1992: James Joyce: Ulysses (Molly Bloom), Regie: Friedo Solter (Deutsches Theater Berlin)
- 1993–1994: Tennessee Williams: Plötzlich letzten Sommer (Luise), Regie: Petra Segtrop (Deutsches Theater Berlin)
- 1996–1997: Sophokles: König Ödipus (Iokaste), Regie: Alexander Lang (Deutsches Theater Berlin)
- 2001–2003: Federico García Lorca: Die Bluthochzeit (Schwiegermutter), Regie: Konstanze Lauterbach (Deutsches Theater Berlin)
- 2004: Albert Camus: Die Gerechten (Polizeichefin Skuratowa), Regie: Armin Petras (Deutsches Theater Berlin)
- 2006: Eugene O’Neill: Eines langen Tages Reise in die Nacht (Mary Tyrone), Regie: Thomas Schulte-Michels (Deutsches Theater Berlin)
- 2006–2008: Anton Tschechow: Der Kirschgarten (Gouvernante Charlotta Iwanowna), Regie: Barbara Frey (Deutsches Theater Berlin)
- 2006–2008: Roland Schimmelpfennig: Ambrosia (Ehefrau Hartung), Regie: Jürgen Gosch (Deutsches Theater Berlin)
- 2006: Euripides: Medea (Amme), Regie: Barbara Frey (Deutsches Theater Berlin)
- 2008: Anton Tschechow: (alte Kinderfrau Marina), Regie: Jürgen Gosch (Deutsches Theater Berlin)
- 2011–2012: Judith Herzberg: Über Leben (Riet, Kriegsmutter von Lea), Regie: Stephan Kimmig (Deutsches Theater Berlin)

## Filmografie

### Kinofilme
- 1972: Der Dritte
- 1974: Wahlverwandtschaften
- 1978: Addio, piccola mia
- 1979: Nachtspiele
- 1980: Unser kurzes Leben
- 1980: Heute abend und morgen früh (Diplomfilm)
- 1982: Die Beunruhigung
- 1983: Die Schüsse der Arche Noah
- 1983: Verzeihung, sehen Sie Fußball?
- 1984: Eine sonderbare Liebe
- 1985: Die Frau und der Fremde
- 1986: Blonder Tango
- 1987: Vernehmung der Zeugen
- 1987: Liane
- 1989: Der Magdalenenbaum
- 1990: Versteckte Fallen
- 1991: Superstau
- 1991: Der Verdacht
- 1994: Der Grüne Heinrich
- 1995: Neben der Zeit
- 2002: Halbe Treppe
- 2003: Good Bye, Lenin!
- 2005: Hitlerkantate
- 2005: Im Schwitzkasten
- 2006: Nichts als Gespenster
- 2008: Frei nach Plan
- 2008: Novemberkind
- 2009: Giulias Verschwinden
- 2011: Halt auf freier Strecke
- 2011: Männerherzen … und die ganz ganz große Liebe
- 2012: Jesus liebt mich
- 2012: Das Leben ist nichts für Feiglinge
- 2014: Das Zimmermädchen Lynn
- 2016: Stadtlandliebe
- 2017: Happy Burnout
- 2017: Zwei im falschen Film
- 2019: All My Loving
- 2022: Alle reden übers Wetter
- 2023: Irgendwann werden wir uns alles erzählen

### Fernsehfilme und -mehrteiler
- 1965: Der Teufelsschüler
- 1965: Die Heinitzer
- 1968: Zeit ist Glück (Zweiteiler)
- 1969: Zwei in einer kleinen Stadt
- 1970: Jeder stirbt für sich allein (Dreiteiler)
- 1970: Kein Mann für Camp Detrick
- 1972: Kabale und Liebe
- 1973: Scheidungsprozess
- 1973: Erziehung vor Verdun (Dreiteiler)
- 1979: Die Gänsehirtin am Brunnen
- 1981: Schwarzes Gold
- 1981: Suturp – Eine Liebesgeschichte
- 1983: Alfons Köhler
- 1986: Ernst Thälmann
- 1986: Weihnachtsgeschichten
- 1987: Bebel und Bismarck
- 1987: Die erste Reihe
- 1988: Rapunzel oder der Zauber der Tränen
- 1990: Der kleine Herr Friedemann
- 1990: Selbstversuch
- 1990: Die Ritter der Tafelrunde
- 1991: Hüpf, Häschen hüpf
- 1992: Scheusal
- 1997: Im Namen der Unschuld
- 1999: Die Mörderin
- 2000: Verzweiflung
- 2001: Paulas Schuld
- 2003: Mein Vater
- 2003: Irgendwas ist immer
- 2004: Ein Goldfisch unter Haien
- 2004: Mogelpackung Mann
- 2005: Die Nachrichten
- 2006: Eine Chance für die Liebe
- 2006: Die Mauer – Berlin ’61
- 2009: Das Glück ist eine ernste Sache
- 2009: Hoffnung für Kummerow
- 2010: 8 Uhr 28
- 2012: Willkommen in Kölleda
- 2013: Harry nervt
- 2013: Einmal Leben bitte
- 2013: Der Teufel mit den drei goldenen Haaren
- 2014: Altersglühen – Speed Dating für Senioren
- 2014: Konrad und Katharina
- 2015: Über den Tag hinaus
- 2017: Sommerhäuser
- 2018: Urlaub mit Mama
- 2020: Unterleuten – Das zerrissene Dorf (Dreiteiler)
- 2021: Eisland
- 2023: Da hilft nur beten!
- 2023: Winterwalzer

### Fernsehserien und -reihen
- 1965: Dr. Schlüter (5 Folgen)
- 1976: Polizeiruf 110: Bitte zahlen (Fernsehreihe)
- 1981: Polizeiruf 110: Der Schweigsame
- 1982: Spuk im Hochhaus (Folge 6 Omas Wunderkuchen)
- 1982: Steckbrieflich gesucht
- 1983: Polizeiruf 110: Auskünfte in Blindenschrift
- 1987: Polizeiruf 110: Abschiedslied für Linda
- 1991: Polizeiruf 110: Ein verhängnisvoller Verdacht
- 1994: Wir sind auch nur ein Volk (8 Folgen)
- 1995: Polizeiruf 110: Jutta oder Die Kinder von Damutz
- 1997: Polizeiruf 110: Über den Tod hinaus
- 1997: Polizeiruf 110: Der Sohn der Kommissarin
- 1998: Wolffs Revier (eine Folge)
- 2000: Auf eigene Gefahr (eine Folge)
- 2001: Die Cleveren (eine Folge)
- 2002: Polizeiruf 110: Memory
- 2002: Abschnitt 40 (eine Folge)
- 2002: Pommery und Putenbrust (Fernsehreihe)
- 2004: Hexen – Magie, Mythen und die Wahrheit (eine Folge)
- 2005: Pommery und Hochzeitstorte
- 2006: Pommery und Leichenschmaus
- 2007: Polizeiruf 110: Tod in der Bank
- 2007: Polizeiruf 110: Farbwechsel
- 2009: Tatort: Das Gespenst (Fernsehreihe)
- 2010: Polizeiruf 110: …und raus bist du!
- 2011: Der Tatortreiniger (eine Folge)
- 2013: Unter anderen Umständen: Der Mörder unter uns (Fernsehreihe)
- 2015: Wilsberg: Kein Weg zurück (Fernsehreihe)
- 2015: Familie Bundschuh – Tief durchatmen, die Familie kommt (Fernsehreihe)
- 2016: Inga Lindström: Liebe lebt weiter (Fernsehreihe)
- 2018: Kreuzfahrt ins Glück – Hochzeitsreise nach Norwegen (Fernsehreihe)
- 2020: Ein starkes Team: Parkplatz bitte sauber halten (Fernsehreihe)
- 2021: Stubbe – Von Fall zu Fall: Tödliche Hilfe (Fernsehreihe)
- 2021: Die Toten von Marnow
- 2022: Das Begräbnis
- 2023: Käthe und ich: Freundinnen für immer (Fernsehreihe)
- 2024: Finsteres Herz – Die Toten von Marnow 2

## Hörspiele (Auswahl)
- 1970: Sophokles: Die Antigone des Sophokles (Antigone) – Regie: Martin Flörchinger (Hörspiel – Rundfunk der DDR)
- 1971: Maximilian Scheer: Der Weg nach San Rafael – Regie: Wolfgang Schonendorf (Hörspiel – Rundfunk der DDR)
- 1973: Françoise Xenakis: Auf der Insel wollte sie's ihm sagen ... (Frau) – Regie: Fritz Göhler (Hörspiel – Rundfunk der DDR)
- 1989: Ursula Ullrich: Traumpferdreiten oder: Wo kommen bloß die Babies her? (Henne) – Regie: Karin Lorenz (Kinderhörspiel – Litera)
- 1999: Ricarda Bethke: Catter (Ernstls Mutter) – Regie: Christiane Ohaus (Hörspiel – DKultur)
- 2003: Dylan Thomas: Unter dem Milchwald (Mrs. Sherry Owen) – Regie: Götz Fritsch (Hörspiel – MDR)
- 2014: Hermann Bohlen: Lebensabend in Übersee (Sha Ji Jing Hou – Ein Huhn schlachten, um die Affen einzuschüchtern) (Gretchen) – Regie: Hermann Bohlen/Judith Lorentz (Hörspiel – WDR)

## Auszeichnungen
- 1968: Kunstpreis der FDJ
- 1968: Nationalpreis der DDR I. Klasse für Zeit ist Glück
- 1982: Darstellerpreis auf dem 2. Nationalen Spielfilmfestival der DDR für Die Beunruhigung
- 1983: Kritikerpreis für die beste darstellerische Leistung in Kino und Fernsehen
- 1986: Darstellerpreis auf dem 4. Nationalen Spielfilmfestival der DDR für Eine sonderbare Liebe
- 1986: Nationalpreis der DDR II. Klasse für Ernst Thälmann
- 2008: Deutscher Filmpreis als Beste Nebendarstellerin für Frei nach Plan
- 2013: Deutscher Filmpreis als Beste Nebendarstellerin für Das Leben ist nichts für Feiglinge
- 2014: Deutscher Schauspielerpreis für Das Leben ist nichts für Feiglinge
- 2016: Goldener Ochse des Filmkunstfestes Mecklenburg-Vorpommern für das Lebenswerk[16]
- 2019: Deutscher Schauspielpreis – Ehrenpreis für das Lebenswerk[17]